# Geometry Dash
Geometry Dash é um jogo eletrônico disponível para celulares (iOS e Android) e PC's (Steam), desenvolvido pelo programador sueco Robert "RobTop" Topala e publicado em 2013 por sua própria empresa, RobTop Games. É um jogo de plataforma baseado em ritmo musical que atualmente tem 27 níveis oficiais (sendo 4 de modo plataforma e um secreto) e mais de 123 milhões de níveis online feitos pela comunidade do jogo. Cada nível apresenta uma música de fundo única que sincroniza com a jogabilidade. Outras características do jogo incluem um editor de níveis, níveis criados por usuários, Map Packs (pacote de mapas), que são um conjunto de três níveis de usuários, recompensando 1 ou 2 moedas secretas e estrelas, Gauntlets, conjuntos de 5 níveis criados pelos jogadores, recompensando um baú, moedas e recompensas secretas, listas, onde os jogadores podem fazer listas de níveis e uma grande variedade de ícones e modos de jogo. O jogo foi removido do Steam em 30 de janeiro de 2017 devido a denúncias em massa por conter músicas com direitos de autor e pessoas repostando músicas proibidas para usar no jogo, mas foi adicionado novamente mais tarde. A atual atualização do jogo é a 2.207 para Steam e Mobile. A próxima atualização (confirmada) vai ser a 2.21, estreando modo Versus e o Mapa, incluindo diversas fases criadas pela comunidade.

## Jogabilidade
Geometry Dash utiliza um simples sistema de toque/clique para controlar diferentes ícones que reagem quando um jogador pressiona qualquer ponto da tela tátil (tecla espaço, cima, mouse ou botão "W" se estiver a jogar na versão para PC) para interagir constantemente. Os usuários não podem controlar a velocidade na qual o ícone está se movendo no Modo "Clássico", e quando o jogador toca na tela ou aperta um botão, ele dá um pulo, voa, muda de gravidade, e mais dependendo do "Gamemode" que você está atualmente. No modo "Plataforma", lançado na versão 2.2 (Décima segunda atualização), os jogadores agora podem movimentar-se para a esquerda e direita ao apertar os botões no canto inferior esquerdo (ou apertar a tecla de seta esq. e dir. além da tecla de espaço e afins) e pular, voar, e mais apertando em qualquer lugar da metade direita da tela. O jogo contém também Portais de velocidade, onde, passar por um aumentará ou diminuirá sua velocidade dependendo do tipo de portal de Velocidade. Há o portal 0.5x, 1x, 2x, 3x e 4x. O ritmo e o tempo da música no jogo são peças-chave do jogo, muitas vezes em relação uns aos outros.
O objetivo do jogo é completar um nível alcançando seu fim. No entanto, se o jogador morrer em um obstáculo, como um espinho ou uma serra, ele terá que começar de novo desde o início do nível, exceto quando o jogador seleciona o modo Practice Mode para praticar um nível, ou escolher um nível de plataforma. Todos os níveis (com exceção dos três níveis Demon na versão completa, que precisam de moedas secretas para usar) são desbloqueados desde o início, para que eles possam ser jogados fora de ordem. Ao longo do caminho, o jogador pode coletar até três moedas secretas em cada nível oficial, que estão espalhados em áreas escondidas ou desafiadoras.
O ícone pode ter até nove formas separadas (1 exclusivo do modo de plataforma), nomeadas de Gamemodes, que se comportam de forma diferente com cada interação. O ícone pode ser alterado, passando por oito portais separados, enquanto o comportamento dele pode ser alterado ainda mais com portais de tamanho, que alteram o tamanho do ícone; portais de espelho, que espelha a visão do jogo; portais de gravidade, que alteram a gravidade do ícone; portais duplos, que adiciona mais um ícone durante o jogo, com a gravidade oposta ou não; e Portais de velocidade, que altera a velocidade do jogo. Todos esses recursos oferecem uma grande variedade de gameplay.
Se o jogador completar um nível oficial, ou um nível estrelado (um nível feito por usuários tão bom que é dado um "rate" (podendo ter 5 níveis diferentes de rate: star, feature, epic, legendary e mythic), pelo próprio Robert Topala) ele será recompensado com Estrelas (se nível for Modo Clássico), Luas (Caso for Modo Plataforma) e Orbs, onde ambos podem ser usados para comprar novos ícones nas lojas.
O jogo também tem níveis diários e Demônios semanais, e Gauntlets (variados pacotes de 5 níveis escolhidos pelo RobTop), que quando concluídos, o nível poderá recompensar diamantes, baús, chaves, ícones etc.

### Conquistas
O jogo apresenta 545 (versão 2.2074) (2 apenas na versão do steam) conquistas que podem ser desbloqueadas de várias maneiras, tais como: coleta de um certo número de estrelas ou luas, completar certos níveis, completar níveis oficiais, completar pacotes de mapas, adicionar amigos, gostar ou não gostar de níveis online, classificação de níveis personalizados, códigos secretos, locais secretos, destruir aleatoriamente  um ícone no menu principal o tocando e visualizando as redes sociais do RobTop.
Além disso, também existem as Quests, que são missões que devem ser concluídas pelo jogador para que recebam diamantes em troca. As missões podem variar de coletar orbes, pegar moedas de níveis feitos pelo usuário ou colecionar estrelas ou luas.
As conquistas podem ser coletadas também obtendo fragmentos, que podem ser obtidos de duas maneiras: baús (grátis e com uso de chaves) e câmaras.
Ao desbloquear conquistas, o jogador é recompensado com certos ícones ou cores, onde acessam o Kit de Ícones para personalizá-lo. O jogador também pode desbloquear outros recursos de personalização, ou seja, uma seleção de designs, uma cor secundária, além de brilho, caudas e efeitos de morte.

### Níveis do jogo
Geometry Dash apresenta um total de 27 níveis oficiais, sendo 22 níveis do modo clássico e 4 de plataforma e um extra (sem contar as gauntlets): Stereo Madness, Back on Track, Polargeist, Dry Out, Base After Base, Can't Let Go, Jumper, Time Machine, Cycles, xStep, Clutterfunk, Theory of Everthing, Electroman Adventures, Clubstep, Electrodynamix, Hexagon Force, Blast Processing, Theory of Everything 2, Geometrical Dominator, Deadlocked, Fingerdash, Dash e The Challenge (este último sendo um nível escondido do jogo e extra, não podendo ser acessado no guia de fases oficiais, pode ser acessado pela Vault Of Secrets digitando o código "the challenge", sendo necessário 200 Diamantes no jogo), sendo que 18 deles são jogáveis desde o início. Cada nível tem recompensas ao completá-los. 3 moedas secretas podem ser encontradas em cada nível oficial, para um total de 66. Essas moedas secretas desbloqueiam 3 níveis secretos conforme a quantidade adquirida: 10 desbloqueiam Clubstep, 20 desbloqueiam Theory of Everything 2 e 30 desbloqueiam Deadlocked. Os 4 níveis de plataforma: The Tower, The Sewers, The Cellar e The Secret Hollow podem ser acessados em um botão no final do menu de níveis, a seguir ao último nível, a The Tower, sendo desbloqueados quando o jogador completar o anterior.
Estes níveis variam descontroladamente de dificuldade; enquanto alguns podem ser dominados facilmente por alguém, alguns exigem várias tentativas para dominar e completar. Os níveis online podem ficar ainda mais difíceis do que os níveis oficiais, como é repetidamente comprovado pelos criadores desses níveis online. Ao longo do tempo, o "limite de dificuldade" subiu cada vez mais, atingindo novas alturas a cada atualização, sendo "Amethyst", verificada por wPopoff, a fase №1 mais difícil atualmente. 
Os níveis são classificados por dificuldade: "Auto" (níveis automáticos, que não necessitam de qualquer ação do jogador), "Easy", "Normal", "Hard", "Harder", "Insane" e "Demon" (este último sendo a dificuldade mais difícil de ser obtida). Além disso, a categoria Demon tem cinco graus de dificuldade: "Easy Demon", "Medium Demon", "Hard Demon", "Insane Demon" e "Extreme Demon" (Sendo a "Demon" adicionada na atualização 1.5 lançada dia 30 de Janeiro de 2014). Alguns níveis personalizados podem conter a dificuldade chamada "NA", que significa que nenhuma dificuldade foi selecionado ou assemelhado ao nível 
O sistema de dificuldades de um nível personalizado é bem variada. No menu do nível, há um botão em formato de estrela onde você pode dar a sua opinião sobre a dificuldade do nível entre as citadas acima. Caso muitas pessoas votem na mesma dificuldade, ela passa de "NA" para a dificuldade votada, porém sem estrelas. Nos demons, as opções disponíveis são outras dificuldades de demons. Para um nível personalizado ter estrelas, precisa ser verificado pelo RobTop - o criador do jogo - para que ele dê as estrelas de acordo com a dificuldade anteriormente votada pela comunidade.
As estrelas variam conforme a dificuldade de um determinado nível, a menos que o mesmo não tenha uma definida. Além disso, os níveis oficiais valem mais estrelas do que os níveis personalizados. Por exemplo, os níveis Demon são classificados como 14 (como em Clubstep e Theory of Everything 2) ou 15 estrelas (como em Deadlocked) nos níveis oficiais, mas apenas 10 estrelas nos Demons personalizados. Isso inclui as cinco categorias do Demon, não importando a dificuldade agravada neles. Dependendo do número de estrelas obtido pelo jogador, o mesmo poderá ganhar uma variedade de ícones para serem personalisados da forma que desejar.
Geometry Dash tem um modo de prática que pode ser usado para qualquer nível. Pontos de spawn, ou checkpoints, estão disponíveis neste modo, permitindo reiniciar nos pontos ao morrer em vez do início. Estes pontos de spawn são marcados por gemas verdes, em forma de losango, que se assemelham aos da série The Sims. Você não ganha estrelas/luas e orbs terminando uma fase neste modo

### Níveis personalizados
Além dos níveis oficiais, o jogo apresenta níveis personalizados criados pela comunidade. Para acessar estes níveis, o usuário deve adquirir a versão paga do jogo. Também é possível ter acesso a estas fases na versão gratuita Geometry Dash World  e Geometry Dash Lite, porém com acesso bastante limitado a elas. Objetos notáveis que podem ser usados incluem blocos, anéis, pontos de salto, portais, espinhos, moedas de usuário, entre outros.
O jogador deve ser capaz de completar seu próprio nível com todas as moedas (caso exista) no modo normal, a fim de garantir que é realmente possível completá-lo. Um nível pode ser verificado em tentativas separadas, tais como completar uma corrida em uma tentativa e, em seguida, coletar moedas em outra. Estes níveis podem utilizar as mesmas músicas do jogo, uma música personalizada hospedada no site Newgrounds., ou uma nong (uma música que não está no Newgrounds, usando um mod chamado Jukebox)
Cada nível criado pelo usuário tem um ID exclusivo, que pode ser usado para reproduzir o nível sem pesquisar seu nome, existindo mais de 123 milhões de IDs. Como similar aos níveis oficiais, os níveis criados pelo usuário são classificados por dificuldade, que é decidido pelos jogadores, mas apenas recompensará Estrelas/ Luas e Orbes se o RobTop dar Rate, além disso, ao contrário dos níveis oficiais, eles não podem ser reproduzidos offline, a menos que tenham sido baixados anteriormente.

## Desenvolvimento e lançamento
De acordo com Robert Topala (conhecido anteriormente pela comunidade apenas como Zhenmuron e atualmente RobTop), o jogo começou como um projeto que poderia ter se movido em qualquer direção. Ele fez a observação: "Não havia realmente um plano detalhado... ele simplesmente começou como um modelo com um cubo que poderia pular e morrer." Ele anteriormente tinha desenvolvido o jogo para o computador, mas posteriormente alterou o seu plano e fez tentativas para torná-lo um jogo móvel. Topala foi supostamente inspirado pelo estilo de Super Mario Bros. Ele levou cerca de quatro meses para criar o jogo e levá-lo para a App Store e Google Play. Na versão beta, o jogo foi chamado Geometry Jump, alterando posteriormente para Geometry Dash.
Após o lançamento, Geometry Dash apresentava apenas sete níveis ao jogador: Stereo Madness, Back on Track, Polargeist, Dry Out, Base After Base, Can't Let Go e Jumper. Com a adição das fases Time Machine, Cycles, xStep, Clutterfunk, Theory of Everthing, Electroman Adventures, Clubstep, Electrodynamix, Hexagon Force, Blast Processing, Theory of Everything 2, Geometrical Dominator, Deadlocked, Fingerdash e Dash ao longo das atualizações, atualmente o jogo conta com 22 níveis, com diferentes níveis de dificuldade. Também existe um nível secreto, chamado The Challenge, desbloqueada quando o jogador consegue 200 diamantes do jogo. Após o lançamento, o jogo ganhou rápida popularidade em todo o mundo, especialmente no Canadá, onde obteve o título como o jogo pago de iPhone mais popular em junho de 2014.
Existem quatro versões gratuitas do jogo, sendo o Geometry Dash Lite, que atualmente inclui os primeiros 16 níveis da versão paga; Geometry Dash Meltdown, que atualmente apresenta 3 níveis inéditos com ícones exclusivos; Geometry Dash World, que, diferente das outras versões, apresenta 2 mundos com cinco níveis cada, além de ter novos ícones, uma loja, um novo cofre, acesso às missões diárias e a alguns níveis online (antes acessível somente na versão paga), recompensas e cofres secretos; e Geometry Dash SubZero, que, por sua vez, é extremamente semelhante à versão Meltdown, pois também apresenta 3 novos níveis e ícones exclusivos. Todas as versões gratuitas do jogo, com exceção da versão Lite, têm a funcionalidade de migrar todos os ícones exclusivos para a versão paga. Porém, esta funcionalidade estará disponivel apenas quando a versão 2.2 da versão paga for lançada.
Em 19 de dezembro de 2015, RobTop lançou Geometry Dash Meltdown para iOS e Android. Em 21 de dezembro de 2016, Robtop lançou Geometry Dash World para iOS, e para Android em 22 de dezembro de 2016. Em 21 de dezembro de 2017, Robtop lançou Geometry Dash SubZero para Android e iOS.
Atualmente, Geometry Dash está na versão 2.2, que por sua vez, foi lançada em 20 de dezembro de 2023 para PC, iOS, Android e Amazon. A versão 2.2 foi anunciada poucos meses depois do lançamento da 2.11, em 2017. Porém, essa foi a versão mais demorada do jogo, pois ela apresentou mais de 6 anos de desenvolvimento.
No dia 13 de agosto de 2023, na data do aniversário de 10 anos do jogo, o criador do jogo, RobTop, anunciou uma data de lançamento da versão 2.2, para o mês de outubro de 2023. Porém, no dia 21 de outubro de 2023, RobTop anunciou que a atualização 2.2 seria adiada para novembro de 2023. Topala disse que é melhor adiar uma atualização e corrigir os bugs do que lançar a atualização na data prevista, porém cheia de bugs. No entanto, ao invés da 2.2 ser lançada em novembro, ela foi lançada no dia 20 de dezembro de 2023.

## Gauntlets
Gauntlets são conjuntos de níveis criados pelos jogadores, onde o criador do jogo, RobTop, tem a opção de incluí-los como parte dos desafios oficiais. Existem vários tipos de gauntlets, incluindo "Fire", "Ice", "Poison", "Shadow", "Lava", "Bonus", "Chaos", "Demon", "Time", "Crystal", "Magic", "Spike", "Monster", "Doom", "Death", "Forest", "Water", "Portal", "Strange", "Cursed","Cyborg","Castle", "World", "Galaxy", "Universe", "Discord" ', "Split", "NCS 1", "NCS 2", "Space" e "Cosmos". Cada é um composto por 5 níveis e com uma aparência única. No total, existem 34 gauntlets, totalizando assim 170 níveis não oficiais em Gauntlets.